# Calcioolivina
La calcioolivina és un mineral de la classe dels silicats, que pertany al grup de l'olivina. Va ser descrita per primera vegada l'any 1877, i acceptada per l'IMA l'any 2007. El seu nom fa al·lusió a la seva composició, la qual conté calci, i la seva relació amb la sèrie de l'olivina.

## Característiques
La calcioolivina és un silicat de fórmula química Ca₂SiO₄. És l'anàleg mineral amb calci de la fayalita, la forsterita i la tefroïta. És el polimorf ortoròmbic de baixa temperatura de la larnita.
Segons la classificació de Nickel-Strunz, la calcioolivina pertany a «9.AD - Nesosilicats sense anions addicionals; cations en [6] i/o major coordinació» juntament amb els següents minerals: larnita, merwinita, bredigita, andradita, almandina, calderita, goldmanita, grossulària, henritermierita, hibschita, hidroandradita, katoïta, kimzeyita, knorringita, majorita, morimotoïta, vogesita, schorlomita, spessartina, uvarovita, wadalita, holtstamita, kerimasita, toturita, momoiïta, eltyubyuïta, coffinita, hafnó, torita, thorogummita, zircó, stetindita, huttonita, tombarthita-(Y), eulitina i reidita.

## Formació i jaciments
Es creu que és el resultat de la conversió de la larnita, la qual és metaestable per sota de 520 °C. Ha estat trobada al volcà Bellerberg i Üdersdorf, Renània-Palatinat, Alemanya; Apache Peak, Texas, Estats Units; i a la caldera volcànica superior Chegem, Caucas Nord i a Narin-Kunta, Sibèria de l'Est, Rússia.